# Nothaphoebe sarawacensis
Nothaphoebe sarawacensis är en lagerväxtart som beskrevs av James Sykes Gamble. Nothaphoebe sarawacensis ingår i släktet Nothaphoebe och familjen lagerväxter. Inga underarter finns listade i Catalogue of Life.